# Johannes Schmuckenschlager

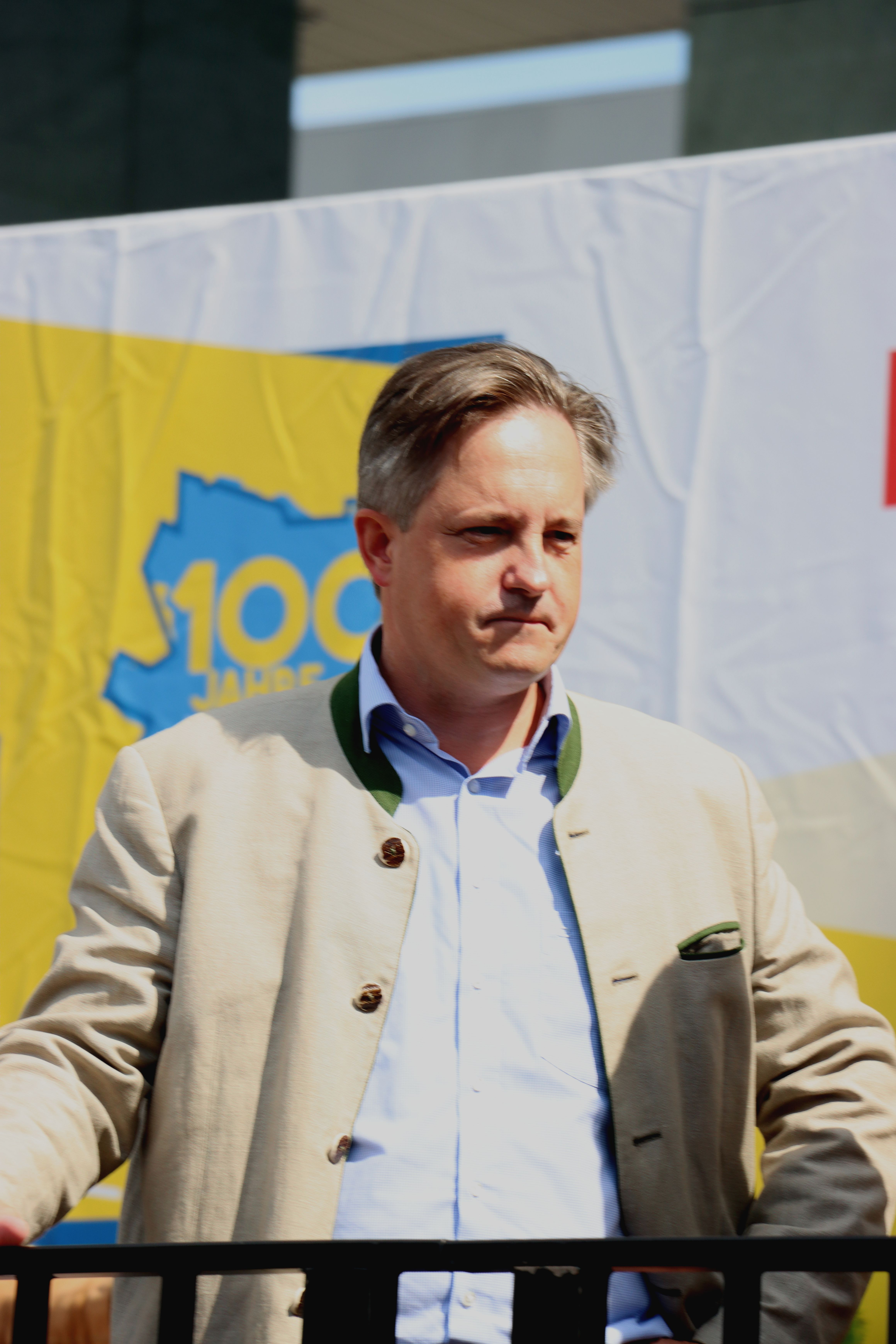
Johannes Schmuckenschlager 2022

Johannes Schmuckenschlager (* 20. September 1978 in Klosterneuburg) ist ein österreichischer Politiker (ÖVP) und seit Dezember 2008 Abgeordneter zum Nationalrat. Er ist Präsident der Niederösterreichischen Landwirtschaftskammer.

## Leben
Nach seiner Matura am Bundesoberstufenrealgymnasium für Leistungssportler in Wien XX absolvierte er die Facharbeiterprüfung im Bereich Weinbau und Kellerwirtschaft an der Weinbauschule Krems. Ab 1998 arbeitete er im elterlichen Weinbaubetrieb, den er im Jahr 2006 als Leiter übernahm. Als Winzer war er auch als Heurigenwirt tätig und kam dadurch in engen Kontakt mit der Bevölkerung seines Heimatortes, aber auch mit den Besuchern aus Wien und Umgebung. Er engagierte sich beim niederösterreichischen Bauernbund und wurde beim Landestag 2007 der Bauernbund-Jugend Niederösterreich zum Obmann für die folgenden drei Jahre gewählt. Schmuckenschlager ist auch Bezirksobmann des Bauernbundes Klosterneuburg und Obmann des Weinbauvereins Klosterneuburg. Am Bundesbauernrat 2009 wurde er zum Vizepräsidenten des österreichischen Bauernbundes gewählt.
Bei der Nationalratswahl in Österreich 2008 kandidierte er im Wahlkreis Wien-Umgebung auf dem zweiten Listenplatz für die ÖVP. Am 3. Dezember 2008 wurde Schmuckenschlager als Abgeordneter zum Nationalrat angelobt. Er folgte in dieser Funktion Michael Spindelegger nach, der zum Außenminister ernannt worden war und auf die Regierungsbank wechselte.
2013 folgte Schmuckenschlager Josef Pleil als Bundesweinbaupräsident des Weinbauverbands nach. Im September 2018 wurde er als Nachfolger von Hermann Schultes als Präsident der Landwirtschaftskammer Niederösterreich nominiert, im Dezember 2018 wurde er zum Präsidenten der Landwirtschaftskammer Niederösterreich gewählt.
Johannes Schmuckenschlager ist Bereichssprecher für Umwelt und Klimaschutz des Parlamentsklubs der ÖVP.

## Themen
Gemäß seiner Ausbildung und seinem Beruf setzt sich Schmuckenschlager für den Erhalt der kleinstrukturierten Land- und Forstwirtschaft in Österreich ein. Er ist für den Ausbau der Wienerwaldregion als Natur- und Erholungsraum und für den Ausbau der nötigen Infrastruktur im Umland von Wien.
Sein politisches Vorbild ist der frühere Bundeskanzler Leopold Figl, der in seiner politischen Anfangszeit ebenfalls für den niederösterreichischen Bauernbund tätig war.

## Privates
Johannes Schmuckenschlager stammt aus einer Politikerfamilie. Sein Großvater Johann Hinterndorfer war Stadtrat in Klosterneuburg, sein Vater Josef Klosterneuburger Gemeinderat. Sein Zwillingsbruder Stefan war von 2009 bis 2024 Bürgermeister von Klosterneuburg. Johannes Schmuckenschlager ist seit 1999 verheiratet und Vater zweier Söhne. Sein Hobby ist der Rudersport, er ist seit seiner Jugend Mitglied des RV Normannen in Klosterneuburg. Er ist Mitglied der KÖStV Rhaeto-Norica Klosterneuburg im MKV und seit 8. Juni 2024 Ehrenmitglied der K.Ö.H.V. Mercuria Wien im ÖCV. 